# محمد حماقي
محمد إبراهيم محمد الحماقي (مواليد 4 نوفمبر 1975 –)، والمعروف باسمه الفني محمد حماقي، وهو مغني مصري، وأحد المغنيين على الساحة الغنائية العربية. وهو أول فنان مصري يمثل أحد أعضاء لجنة تحكيم ذا فويس: أحلى صوت بنسخته العربية في الموسم الرابع والخامس، والذي عُرض على قنوات إم بي سي. وهو أيضا عضو في لجنه تحكيم ذا فويس كيدز: أحلى صوت في موسمه الثالث، والذي عُرض أيضا على قنوات إم بي سي.
حاز محمد حماقي على جائزة إم تي في الموسيقى الأوروبية العالمية لأفضل فنان في الشرق الأوسط لعام 2010. وحاز أيضا علي الأسطوانة البلاتينية لتحقيق ألبومه خلص الكلام أعلى المبيعات في الشرق الأوسط لعام 2006. وحاز أيضا على جائزة الباما العالمية كأفضل مطرب في الشرق الأوسط لعام 2016.

## حياته
ولد محمد حماقي بتاريخ 4 نوفمبر 1975م في القاهرة. تخرج من كلية التربية الموسيقية جامعة حلوان. في يوليو 2011 تعرض محمد حماقي لأزمة قلبية مفاجئة. ولكنه تعافى منها بعد أن خضع لعملية جراحية. تزوج من نهلة الحاجري في 7 ديسمبر 2011، وهي من خارج الوسط الفني وانفصل عنها في يوليو 2014، وعاد إليها بعد سنتين من الانفصال. وفي 06 يونيو 2017 أنجبت زوجته نهلة طفلة سماها فاطمة.

## المسيرة الفنية

### البدايات
بدأت علاقة «حماقي» بالغناء في عام 1997 عندما قدم أول أغانيه «الحلو يحب الحنية» في ألبوم غنائي بعنوان «لقاء النجوم 3» والذي شارك فيه المغني «محمد منير» و «حميد الشاعري» والمطربة المعتزلة «حنان». صدرت له بعد ذلك عدة أغاني منفردة وعلى فترات متباعدة، في 2000 شارك «حماقي» في أوبريت «القدس هترجع لنا» والذي ساهم في معرفة الجمهور به. أصدر «حماقي» ألبومه الغنائي الأول عام 2003 بعنوان «خلينا نعيش» بعد أن قدمه الموزع الموسيقى «طارق مدكور» للمنتج الفني «نصيف قزمان» صاحب شركة صوت الدلتا للإنتاج الفني والذي تحمس له كثيرا، وحقق ألبوم «حماقي» نجاحا كبيرا.

### النجاح
خرج حماقي للجمهور بأغنية منفردة بعنوان «يا أنا يا أنت» والتي تزعم بها الألبوم الغنائي المتنوع «دلتا هيتس» عام 2006 التي أنتجته شركة صوت الدلتا وشارك بالغناء فيه مجموعة من الأصوات الجديدة منهم كريم آدم وشاندو وحسين الجزائري. توالت بعد ذلك أعمال حماقي الناجحة، حيث تم إصدار ألبوم «بحبك كل يوم أكتر»، وكان هذا الألبوم خطوته الأخيرة نحو قمة نجاحه والتي وصل إليها بألبوم «ناويها» في 2008، ثم أصدر ألبوم «حاجة مش طبيعية» ومن بعده «من قلبي بغني» في 2012 وصولا لألبوم «كل يوم من ده» في 2019 وصولًا لأحدث اصداراته ألبوم «يا فاتني» في 2021

## الألبومات
| تاريخ الألبوم | عنوانه                        | الملحن أو المنتج |
| ------------- | ----------------------------- | ---------------- |
| 2003          | خلينا نعيش                    | صوت الدلتا       |
| 2006          | خلص الكلام                    | صوت الدلتا       |
| 2007          | بحبك كل يوم اكتر (mini album) | صوت الدلتا       |
| 2008          | ناويها                        | صوت الدلتا       |
| 2010          | حاجة مش طبيعية                | صوت الدلتا       |
| 2012          | من قلبي بغني                  | نجوم ريكوردز     |
| 2015          | عمره ما يغيب                  | نجوم ريكوردز     |
| 2019          | كل يوم من ده                  | نجوم ريكوردز     |
| 2021          | يا فاتني                      | كي ريكوردز       |
| 2023          | 2023 (EP)                     | كي ريكوردز       |
| 2024          | هو الأساس                     | كي ريكوردز       |

## جوائزه

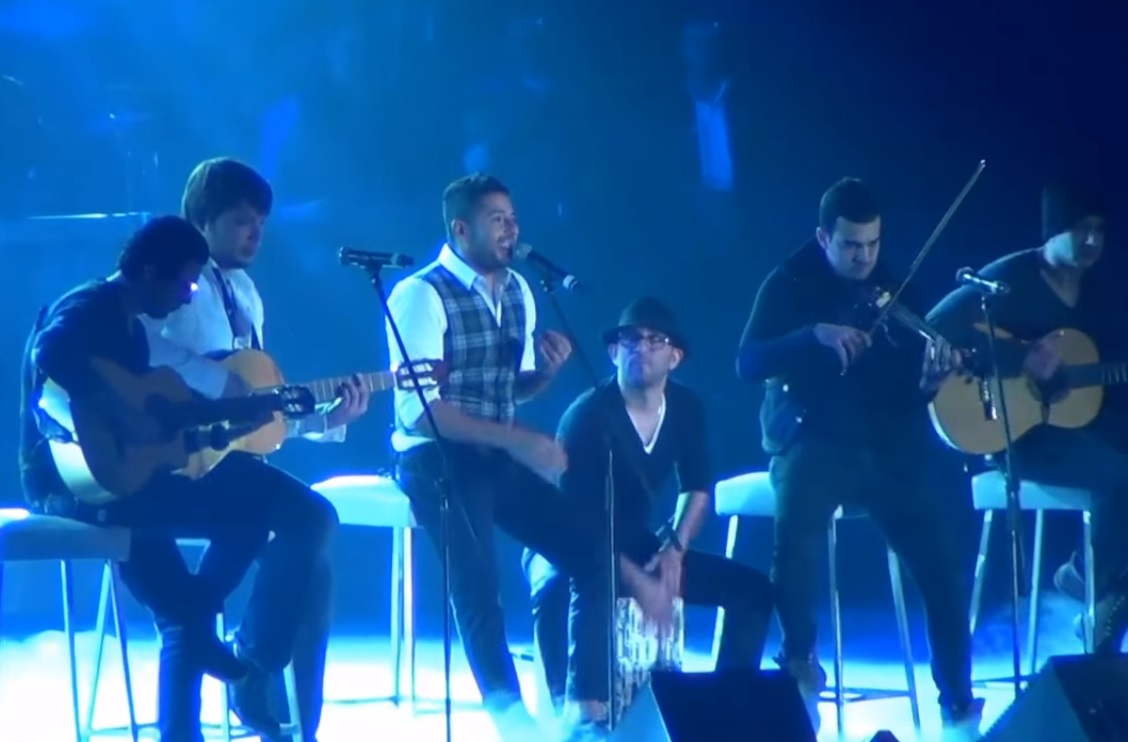
لقطة من حفل حماقي في ستاد القاهرة 2013 بمناسبة مرور 10 سنوات احتراف

- 2003 - جائزة أفضل فنان من الفنون المصرية والعربية.[4]
- 2005 - الأسطوانة الذهبية لعام 2005 من مجلة أخبار النجوم عن أغنية يانا يانتا.[4]
- 2006 - جائزة أفضل مطرب شاب وأحسن ألبوم من موقع في الفن.[4]
- 2006 - جائزة أفضل صوت شاب من مجلة ليالينا.[4]
- 2007 - الأسطوانة البلاتينية عن تحقيق ألبومه خلص الكلام أعلى مبيعات لعام 2006 في الشرق الأوسط.[4]
- 2007 - جائزة أفضل أغنية من موبينيل ميوزك أورد عن أغنية أحلى حاجة فيكى.[4]
- 2008 - جائزة الموركس دور كنجم الشباب العربي.[4]
- 2008 - جائزة أفضل مطرب عن إستفتاء مجلة الدير جيست.[4]
- 2010 - جائزة أفضل مطرب عربي من مجلة الجرس[3]
- 2010 - جائزة mtv العالمية كأفضل مطرب عربي.[3]
- 2010 - جائزة نجوم إف إم ميوزك أورد كنجم 2010 أفضل مطرب.[4]
- 2012 - جائزة أفضل مطرب عربي من مهرجان جوائز تايكي[4]
- 2013 - جائزة أفضل مطرب وأفضل ألبوم من مهرجان جوائز مجلة دير جست.[4]
- 2013 - جائزة أفضل مطرب وأفضل ألبوم (من قلبي بغني) من مهرجان جوائز Middle East Music Awards (MEMA[4]
- 2015 - جائزه أفضل مطرب من مهرجان القنوات الفضائية.[4]
- 2015 - جائزه أفضل مطرب وأفضل صانع جوده في مصر وهو أول مصري يحصل عليها. من مهرجان فرسان الجودة.[4]
- 2015- جائزه أفضل مطرب وأفضل البوم من مهرجان الدير جيست.[4]
- 2016 -جائزه أفضل فنان في الشرق الأوسط من مهرجان Big Apple Music Awards.[3]
- 2018- جائزة 100 مليون استماع على تطبيق أنغامي
- 2019 - جائزة أفضل فنان من جوائز اختيار أطفال نكلوديون في أبو ظبي.[5][6]
- 2019- جائزة أفضل مطرب مقدمة من مجلة "Dear guest” الإنجليزية، وأيضاً حصل ألبومه الغنائي" كل يوم من ده" على جائزة أفضل ألبوم غنائي في 2019 مقدمة أيضاً من "الدير جيست".
- 2019- حصد مؤخراً جوائز الأفضل 2019 كأفضل مطرب، وأفضل ألبوم غنائي «كل يوم من ده» مقدمة من مجلة وشوشة الإعلامية.

## وصلات خارجية
- محمد حماقي على موقع قاعدة بيانات الأفلام العربية
- محمد حماقي على موقع ميوزك برينز (الإنجليزية)
- محمد حماقي على موقع أول ميوزيك (الإنجليزية)
- محمد حماقي على موقع أول ميوزيك (الإنجليزية)
- محمد حماقي على موقع ديسكوغز (الإنجليزية)